# Virino
Il termine virino è stato un termine utilizzato in passato, ed ora accantonato, per definire un'ipotetica particella contagiosa, un tempo ritenuta essere causa della scrapie e di altre malattie degenerative del sistema nervoso. Si pensava che consistesse in un acido nucleico avvolto da un rivestimento protettivo formato dalle proteine della cellula ospitante.
Il maggior problema che riguarda la scrapie e le altre encefalopatie spongiformi trasmissibili (TSEs) è determinato dalla natura dell'agente di trasmissione.

## Origine del concetto di virino
Il virino è stato descritto in parte per proteggere il dogma centrale della biologia molecolare, minacciata dall'esistenza di malattie neurologiche degenerative TSE di cui fanno parte il kuru, la CJD (o Malattia di Creutzfeldt-Jakob), la scrapie nelle pecore e la BSE nelle mucche. Il dogma centrale della biologia molecolare afferma che gli acidi nucleici fungono da elementi portanti delle informazioni, cioè l'informazione fluisce dal DNA all'RNA, infine alle le proteine. Le proteine da sole, secondo tutto quanto si conosce oggi sul flusso dell'informazione genetica, non possono trasmettere tali informazioni all'RNA e in seguito al DNA. Gli studi che cercano l'agente di trasmissione della scrapie e delle altre malattie TSEs non riescono a coltivare gli agenti patogeni e i test che attaccano i filamenti degli acidi nucleici hanno scarsi effetti sull'infettività delle soluzioni di TSE. Gli esperimenti che usano raggi di elettroni progettati per disgregare le grandi molecole sono stati compiuti per investigare la grandezza dell'agente noto che è molto piccolo: molto più piccolo del più piccolo virus finora scoperto.

## Storia
Nel 1971 Dickinson e Meikle hanno offerto un'ipotesi per replicare l'agente della scrapie. Questa ipotesi è basata sulla scoperta di un gene che controlla il periodo di incubazione dello scrapie nei topi e sulle osservazioni riguardo al ceppo dell'agente della malattia. Questi chiamarono il gene "SINC", acronimo di Scrapie INCubator. Questa ipotesi ha proposto che il gene prodotto di ciascun allele SINC contribuisse ad una struttura multimetrica della proteina, che poi formerebbe un 'sito di replicazione' per l'agente della scrapie. La replica dell'agente dipenderebbe da come il ceppo ha interagito con il luogo della replica. Il fatto che i differenti ceppi di scrapie sono stati scoperti, aveva suggerito che l'agente era simile ai virus convenzionali in quanto porta genomi composti di acidi nucleici. Così potrebbero nascere varianti durante l'incubazione causando la nascita di nuovi ceppi. Nessuna proprietà dell'ospite è stata scoperta per determinare le differenze tra i ceppi di crapie. Si è pensato ciò per provare che il genoma dell'agente può variare indipendentemente e, anche se replicato da normali meccanismi dell'ospite, non è stato codificato dall'ospite.
Nel modello di nucleotide proposto da Dickinson ed Outram nel 1979, il ciclo di vita dell'agente dello scrapie incluse così un'organizzazione dove il genoma si lega ad una proteina ospitante, probabilmente una proteina multimerica complessa, deriva dal gene SINC. Nel modello del virino, la proteina opitante protegge l'agente dell'acido nucleico della scrapie dalla degradazione e impedisce all'ospitante di creare una risposta immunitaria poiché l'insieme di acidi proteini/nucleici è considerato una parte legittima dell'ospitante. Comunque, il presunto acido nucleico associato alla scrapie non è stato identificato ed è mancata la sua identificazione fisica o chimica.
L'ipotesi del virino è stata accantonata una volta verificato che l'agente eziologico di scrapie, BSE e altre malattie degenerative simili è in realtà un prione, cioè una proteina.